# Мисс Джери
Ми́сс Дже́рри — немой, короткометражный фильм неизвестного режиссёра[уточнить]. Премьера состоялась в США 9 октября 1894 года. Не сохранился.

## Сюжет
Мистер Гамильтон расспрашивает Джеральдин Хольбрук.

## В ролях
- Бланш Бэйлис — мисс Джеральдин Хольбрук (она же мисс Джерри)
- Уильям Кауртеней — мистер Гамильтон
- Чонси Дипью — в роли самого себя

## Интересные факты
- Фильм вышел раньше всех драм таких знаменитых режиссёров, как Эдвина Стэнтона Портера, Чарльза Тейта и Дэвида Гриффита.
- Фильм обыгрывается в такой части:

«Какая хорошая шапка у вас» — сказал мистер Гамильтон — «Так или иначе это символ изумительной сложности персоналии»
 — Александр Блэк, «Мисс Джерри»
- Один из пользователей imdb.ru сообщил, что сделал 15-секундое слайд-шоу из сохранившихся кадров.